# Amy Steel
Amy F. Steel, także Amy Steel Pulitzer (ur. 3 maja 1960 w Pensylwanii) – amerykańska aktorka filmowa i telewizyjna.

## Życiorys
Początki aktorskiej kariery Steel sięgają 1973 roku, kiedy to uczęszczała ona do Westtown School of Dramatic Arts, letniej szkoły w miejscowości West Chester w stanie Pensylwania. Po dwóch latach wakacyjnych treningów Amy dołączyła do Barley Sheaf Players Community Theatre w Lionville-Marchwood i wystąpiła w dwóch jego produkcjach. Następnie czasowo zawiesiła działalność aktorską, by skupić się na własnej edukacji i rozpocząć naukę w prestiżowej, prywatnej szkole Kent School w Kent (stan Connecticut). Trzy lata później studiowała komunikację społeczną w niewielkim college’u w Palm Beach na Florydzie. Tam odkrył ją John Casablancas, szef agencji modelek Elite, i wkrótce Steel rozpoczęła karierę w modelingu.
W czerwcu 1979 roku opuściła Florydę i ruszyła do Nowego Jorku. Zaczęła grać w filmach i telewizji. Zasłynęła jako inteligentna Ginny Field w kultowym horrorze Steve’a Minera Piątek, trzynastego II (Friday the 13th Part 2, 1981). Proponowano jej powtórzenie roli w kolejnej części filmu, jednak agent Amy odmówił przyjęcia tej oferty. W 1986 roku wcieliła się w jedną z kluczowych postaci w slasherze Prima aprilis (April Fool's Day) w reżyserii Freda Waltona. Poza tym głównie kojarzona jest ze szklanym ekranem.

## Filmografia
- b.d.: Wszystkie moje dzieci (All My Children) jako Peggy Warner
- 1980–1981: The Guiding Light jako Trudy Wilson
- 1981: Piątek, trzynastego II (Friday the 13th Part 2) jako Ginny Field
- 1982–1983: The Powers of Matthew Star jako Pam Elliott
- 1983: Women of San Quentin jako Liz Larson
- 1983: Drużyna A (The A-Team) jako Kathy Ludlam
- 1983–1984: For Love and Honor jako Sharon
- 1986: Prima aprilis (April Fool's Day) jako Kit Graham
- 1987–1989: Gliniarz i prokurator (Jake and the Fatman) jako Mia Delaine/Samantha Shay
- 1988: Czerwony pająk (The Red Spider) jako Kate O’Day
- 1990: Detektyw w sutannie (Father Dowling Mysteries) jako Murphy
- 1990: Zagubiony w czasie (Quantum Leap) jako Maggie Spontini
- 1991: What Ever Happened to Baby Jane? jako Connie
- 1992: Morderczy instynkt (Play Nice) jako Nancy
- 1994: Pan Złota Rączka (Home Improvement) jako Eve
- 1994: Diagnoza morderstwo (Diagnosis Murder) jako Jenny Morley
- 1996: Amerykański horror (American Gothic) jako Christie
- 1996: Szpital Dobrej Nadziei (Chicago Hope) jako Lisa Erickson
- 1997: Millennium (Millennium) jako dr Liz Michaels
- 2000: JAG – Wojskowe Biuro Śledcze (JAG) jako komandor Samantha Woodling
- 2003: A Time to Remember jako Claire Goodman Isenberg
- 2009: His Name Was Jason: 30 Years of Friday the 13th jako ona sama
- 2013: Crystal Lake Memories: The Complete History of Friday the 13th jako ona sama
- 2021: Jason Rising: A Friday the 13th Fan Film jako dr Ginny Field